# Parroquia San Antonio (Miranda)
San Antonio es una de las parroquias en las que se divide el municipio Miranda del estado venezolano de Zulia. 

## Ubicación
La parroquia San Antonio limita al norte con la Parroquia Ana María Campos, con el Estado Falcón al este, al oeste con los municipios Cabimas y Santa Rita y al sur el Municipio Santa Rita

## Geografía
La Parroquia San Antonio es una sabana boscosa, al pie de la serranía de Ziruma o el Empalado.

## Poblaciones
Dentro de la parroquia San Antonio se encuentran las poblaciones de: 
- El Consejo de Ziruma (Capital de la Parroquia)
- El Muñeco
- Manantiales
- El Río
- Cerro Blanco
- El tablazo.
- Quiroz
- Pueblo Nuevo
- Las cabimitas.
- La ceiba

## Economía
La principal actividad económica de la parroquia es la agricultura y la ganadería

## Zona Residencial
El Consejo de Ziruma es una población con una iglesia colonial en honor a San Antonio de Padua, otras poblaciones son caseríos agrícolas fundados alrededor de haciendas y fundos.

## Cultura
La localidad es conocida por las fiestas patronales en honor a San Antonio de Padua que se celebran en el Consejo de Ziruma alrededor del 13 de junio de cada año.

## Vialidad y transporte
La vía principal es la carretera Falcón – Zulia que une la población con otras parroquias, municipios y el estado Falcón, otra vía es la carretera Williams que lleva a Dabajuro y a la planta Ulé Tía Juana, la Williams es una vía industrial trazada paralela a un oleoducto y que es utilizada para el paso de camiones y vehículos pesados. Sin embargo la vía que lleva al Consejo parte o de la Williams o de otros caseríos.
Una de las rutas para llegar al Consejo son los autobuses que salen de Cabimas.

## Sitios de Referencia
- Iglesia San Antonio de Padua